# Parque Nacional de Kings Canyon
O Parque Nacional de Kings Canyon (em inglês:  Kings Canyon National Park) é um parque nacional dos Estados Unidos, localizado a sul da Sierra Nevada, a leste de Fresno na Califórnia. O parque foi estabelecido em 1940 e cobre uma área de 1 869,25 km². 
É contíguo com outro parque, o Sequoia National Park; os dois são administrados pelo Serviço Nacional de Parques como uma única unidade.